# Townhill, Wales
Townhill är en community i Storbritannien.   Den ligger i kommunen Swansea och riksdelen Wales, i den södra delen av landet, 260 km väster om huvudstaden London.
Townhill ligger nordväst om staden Swanseas centrala delar.